# تولی، شهرستان سار
تولی، شهرستان سار (به لاتین: Tõlli, Saare County) یک روستا در استونی است که در دهستان کارما واقع شده‌است.